# فلسفة كورية

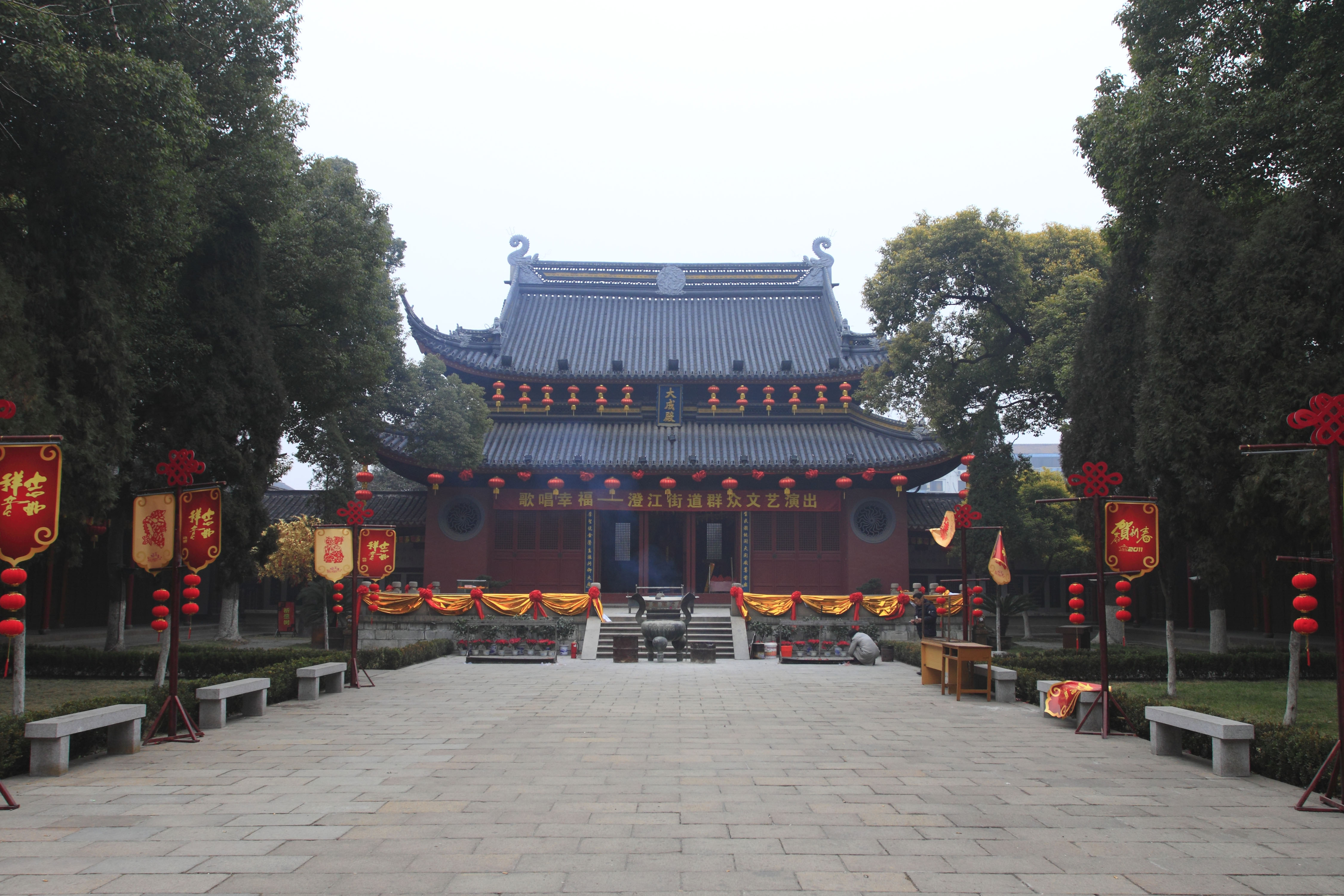
معبد جيانغين الكونفوشيوسي

تركز الفلسفة الكورية على نظرة شاملة للعالم. دمجت بعض جوانب الشامانية والبوذية والكونفوشية الجديدة في الفلسفة الكورية. تأثر الفكر الكوري التقليدي بعدد من أنظمة التفكير الدينية والفلسفية على مر السنين. كالمؤثرات الرئيسية على الحياة في كوريا، غالبًا ما شكلت حركات الشامانية الكورية والطاوية الكورية والبوذية الكورية والكونفوشيوسية الكورية وحركات سلهاك الحياة والفكر الكوريين. منذ القرن العشرين، أثرت الأفكار الفلسفية الغربية المختلفة بقوة على الأوساط الأكاديمية والسياسة والحياة اليومية الكورية.